# Luigi Orione
Luigi Orione Giovanni (Pontecurone, 23. lipnja 1872. – Sanremo, 12. ožujka 1940.), prezbiter i svetac Rimokatoličke Crkve.

## Životopis
Rođen je u siromašnoj obitelji u Pontecuroneu u Italiji. Studirao je na Valdocco oratoriju u Torinu. S 13 godina dobiva zdravstvene poteškoće, ali tri godine kasnije nazočio je smrti don Bosca te se čudesno izliječio. S 20 godina ustanovio je oratorij za siromašnu djecu. Za svećenika je zaređen 13. travnja 1895. godine. 1899. osniva Radnike malih radova Božanske Providnosti (Piccola Opere della Divina Provvidenza). Puni imprimatur od biskupa skupina je dobila 1903. te uzimaju naziv "Sinovi Božje Providnosti".
Tri godine provodi na Siciliji brinući se za stradalnike u potresu. 1915. je osnovao družbu "Malih misionarki sestara milosrdnica". 1940. je obolio nizom teških srčanih i plućnih bolesti. Preminuo je 12. ožujka 1940. Zadnje što je izgovorio bilo je: "Isuse, Isuse, ja odlazim!"

## Štovanje
Pokopan je 19. ožujka 1940. godine. Tijelo mu je kasnije ekshumirano 1965. godine zbog pregleda. Tada je utvrđeno kako mu je tijelo potpuno sačuvano, te je ponovo sahranjeno. 26. listopada 1980. je proglašen blaženim od strane pape Ivana Pavla II. Kanoniziran je od istog pape, 16. svibnja 2004.